# St. Bartholomäus (Hopferbach)

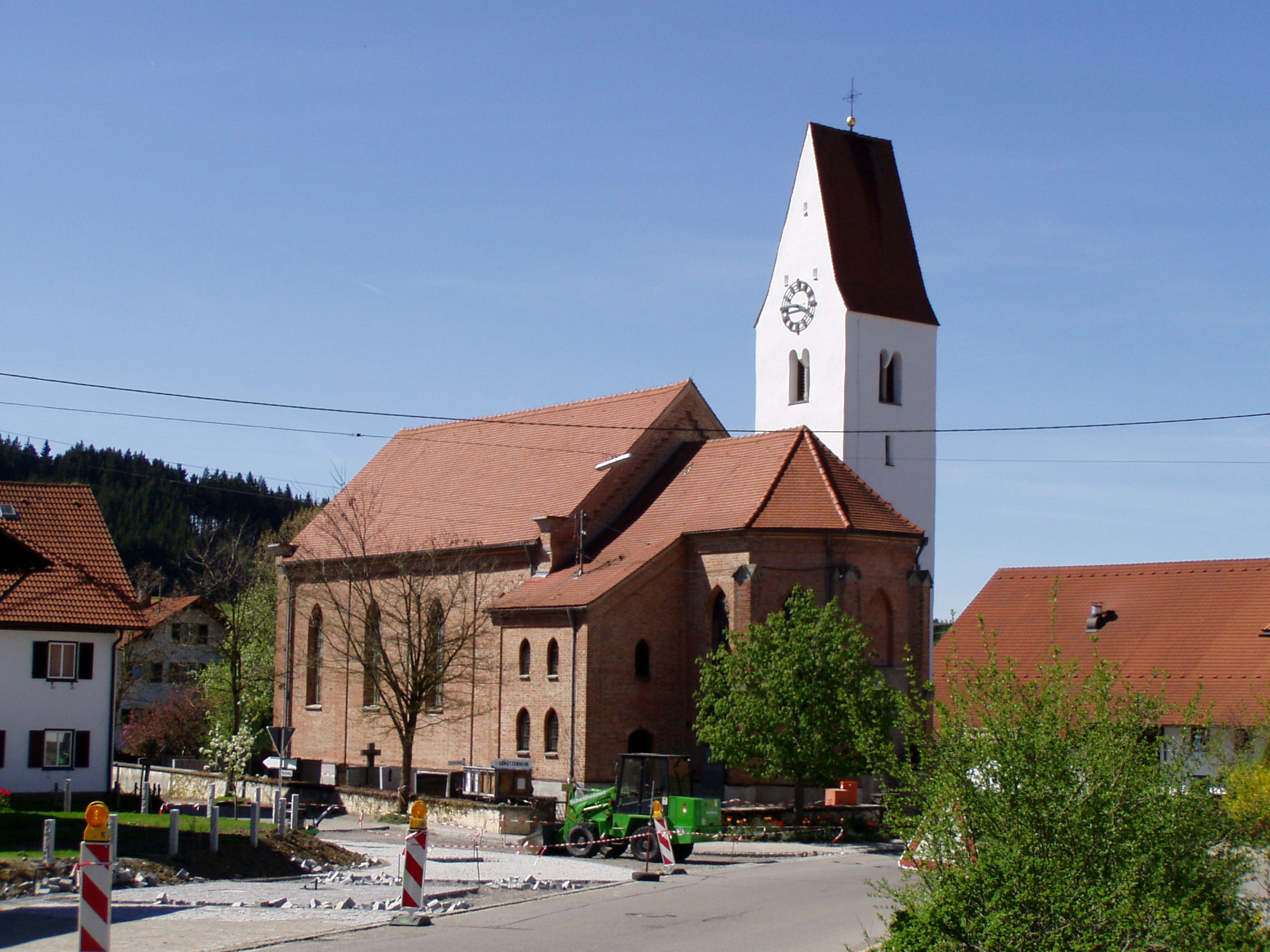
St. Bartholomäus in Hopferbach

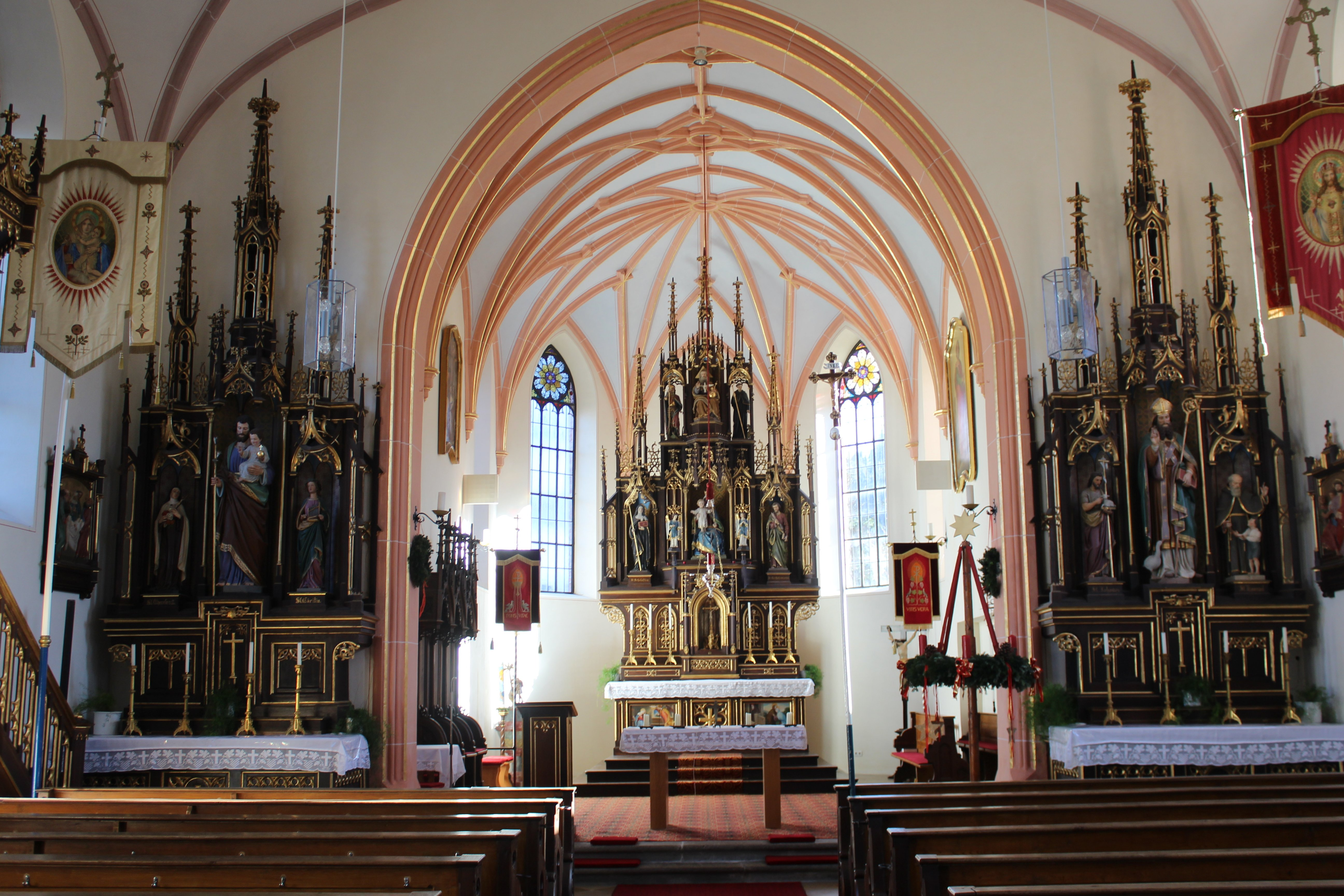
Blick zum Chor

Die römisch-katholische Pfarrkirche St. Bartholomäus steht in Hopferbach, einem Gemeindeteil von Untrasried im schwäbischen Landkreis Ostallgäu in Bayern. Das Bauwerk ist in der Liste der Baudenkmäler in Untrasried als Baudenkmal unter der Nr. D-7-77-176-5 eingetragen. Die Kirche gehört zum Dekanat Kaufbeuren des Bistums Augsburg.

## Beschreibung
Die 1870/71 gebaute Saalkirche in Backsteingotik besteht aus einem Langhaus, einem eingezogenen, dreiseitig geschlossenen, von Strebepfeilern gestützten Chor im Osten und einem  Chorflankenturm, im Kern der Kirchturm des 1508 geweihten Vorgängerbaus, an der Nordwand und der Sakristei an der Südwand des Chors. Die neugotische Kirchenausstattung stammt aus der Erbauungszeit. Ein ehemaliges Altarretabel mit der Darstellung von Katharina von Alexandrien hat 1681 Franz Georg Hermann der Ältere gestaltet. Von Johannes Kaspar stammt eine Abbildung des Apostels Bartholomäus.